# Smooth (chanson)
Pour l’article homonyme, voir Smooth.
Singles de Santana et Rob Thomas
Say It Again
(1985) Maria Maria
(2000)
Smooth est un single de 1999 du groupe américain Santana avec Rob Thomas. La chanson provient de l'album Supernatural (1999).
Elle se classe en tête du Billboard Hot 100 pendant 12 semaines et reçoit les Grammy Awards de la « Chanson de l'année » et de l'« Enregistrement de l'année ». Elle est également n°1 au Canada.